# 何塞·路易斯·阿尔瓦雷斯
何塞·路易斯·阿尔瓦雷斯·阿尔瓦雷斯（西班牙語：José Luis Álvarez Álvarez，1930年—2023年8月23日）是西班牙政治家，文化遗产研究者，民主转型时期的马德里市长。

## 生平
1930年4月4日出生于马德里。从28岁起就在马德里担任公证人员。
1977年参与了民主中間聯盟的创建。1978年3月由苏亚雷斯政府任命为马德里市长，1979年1月宣布辞去市长职务，以应对大选，其职位暂时由副市长代理。他在3月的大选中成功当选马德里选区众议员。在马德里市政选举中，虽然民主中间联盟获得了简单多数，但西班牙工人社会党的恩里克·铁尔诺·加尔万在共产党的支持下在信任投票中当选市长。
1979年4月至1980年5月，他担任民主中间联盟在马德里市议会发言人。1980年5月在苏亚雷斯内阁出任交通与邮电大臣。1981年12月在内阁改组后转任农业大臣。1982年10月28日提出辞职，同时退出民主中间联盟，转而加入人民民主党，并当选副主席。后来因为意见分歧，在1986年12月离开人民民主党执行委员会。后又加入人民联盟，1989年更名人民党。
1993年进入艺术界，在皇家聖費爾南多美術學院作专题演讲。
著有《西班牙历史遗产研究》等专著。